# اندیس شرق بندان
شرق بندان یک اندیس فلزی است که در حوالی شهر بندان استان سیستان و بلوچستان قرار دارد و مادهٔ معدنی موجود در آن، مس است.  